# Ива (Свердловская область)

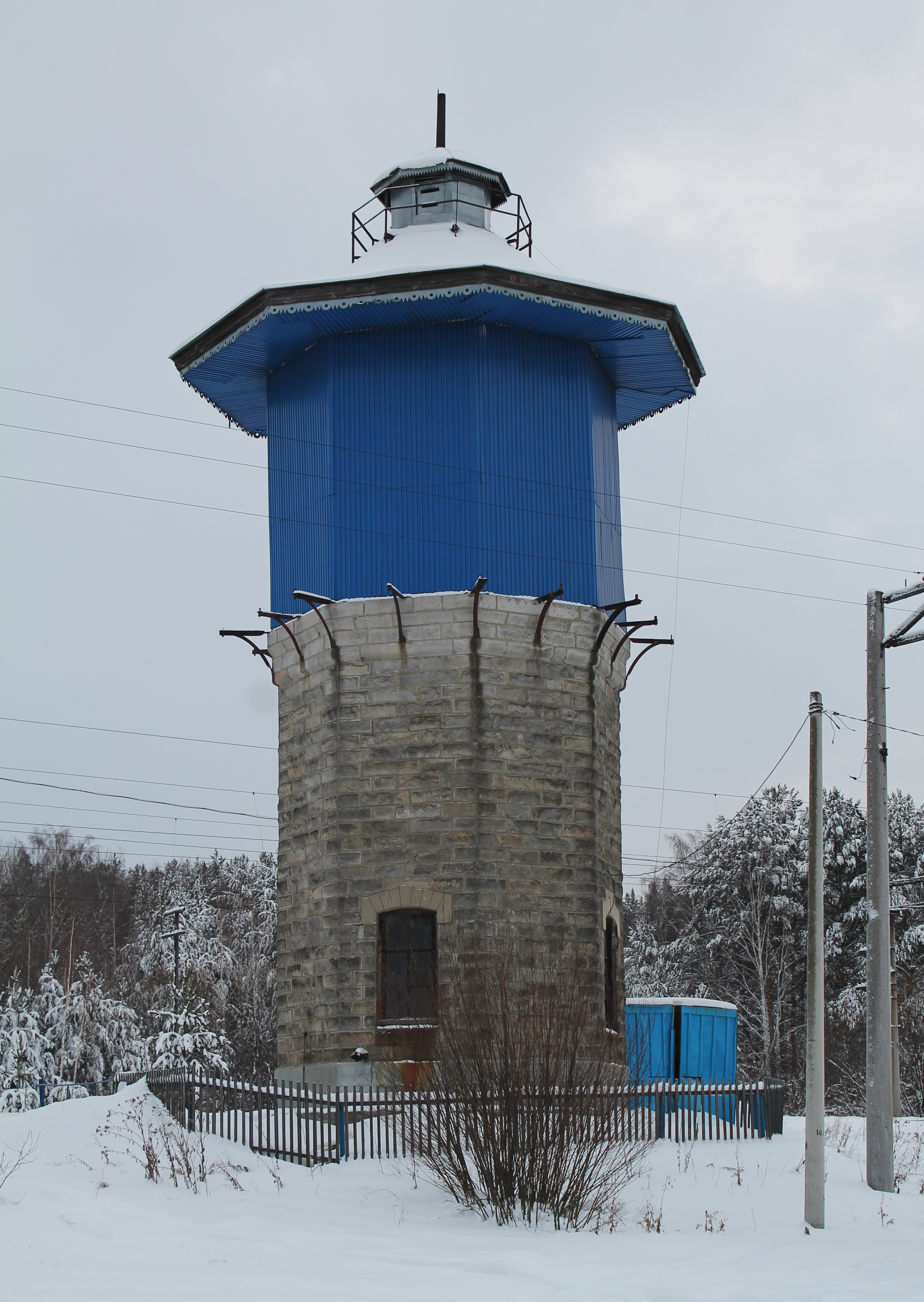
Водонапорная башня у железнодорожной станции Ива

Ива — посёлок в Верхнесалдинском городском округе Свердловской области. Управляется сельской администрацией деревни Северная.

## География
Населённый пункт расположен на правом берегу реки Северка в 10 километрах на запад от административного центра округа — города Верхняя Салда.

### Часовой пояс
Ива, как и вся Свердловская область, находится в часовой зоне МСК+2. Смещение применяемого времени относительно UTC составляет +5:00.

## Население
| 2002 | 2010 | 2021 |
| ---- | ---- | ---- |
| 37   | ↘30  | ↗32  |

## Инфраструктура
Посёлок разделён на пять улиц (Береговая, Железнодорожная, Привокзальная, Садовая, Центральная).